# Mokdad El-Yamin
Mokdad El-Yamin –en árabe, مقداد اليامين– (Marsella, 13 de julio de 1986) es un deportista argelino que compitió en taekwondo. Ganó una medalla de oro en el Campeonato Africano de Taekwondo de 2010 en la categoría de –54 kg.

## Palmarés internacional
| Campeonato Africano | Campeonato Africano | Campeonato Africano | Campeonato Africano |
| Año                 | Lugar               | Medalla             | Categoría           |
| ------------------- | ------------------- | ------------------- | ------------------- |
| 2010                | Trípoli (Libia)     | Medalla de oro      | –54 kg              |